# Алоэ бетсиленское
Ало́э бетсиле́нское (лат. Aloe betsileensis) — многолетнее травянистое растение, вид рода Алоэ (Aloe) семейства Асфоделовые (Asphodelaceae). Листья мясистые, цвет желтовато-зелёный или голубовато-зелёный, на краях и в конце листа расположены красновато-коричневые чешуйки. Колос находится на длинной ножке, на нём густо расположены бутоны. Цветки трубчатые, жёлтого цвета, распускаются с нижней стороны бутонов. Алоэ бетсиленское распространено на Мадагаскаре.